# Rättsmedel
Rättsmedel (lat. remedia iuris), avser inom juridiken medel att komma till sin rätt. 
Som en teknisk processrättslig term har ordet en långt mer begränsad innebörd och betyder de i rättegångsbalken och förvaltningsprocesslagen anvisade medlen att få domstols dom eller beslut underkastade ny domstolsprövning samt, eventuellt, upphävda eller ändrade.

## Ordinära och särskilda rättsmedel
Man indelar rättsmedlen i ordinära och särskilda (tidigare betecknade extrordinära) rättsmedel. 
De ordinära rättsmedlen är sådana, som i vanliga fall får anlitas. Deras användande är således inte beroende av betingelser, som inte regelmässigt föreligger. Ändamål är att hindra domen eller beslutet från att utveckla sin fulla verkan det vill säga från att vinna rättskraft. 
De särskilda rättsmedlen får endast undantagsvis, under vissa begränsade förutsättningar, användas. Genom dessa kan dom eller beslut, som redan är eller bedömts vara definitiva, bli underkastade omprövning, ibland betecknad revision. 

## Devolutiva och icke-devolutiva rättsmedel
En annan indelning av rättsmedlen är den i devolutiva och icke-devolutiva. De förra gör målet anhängigt vid en annan, högre domstol än den, som redan dömt;
de senare medför målets återupptagande vid samma domstol, som redan haft befattning med detsamma.

## Rättsmedel i svensk rätt

### Ordinära rättsmedel idag
Idag finns följande ordinära rättsmedel, nämligen överklagande och återvinning. Återvinning intar även i övrigt en särskild ställning bland de ordinära rättsmedlen. Detta rättsmedel har ett mycket begränsat användningsområde. Det står nämligen endast en tredskovis dömd svarande till buds.

### Tidigare ordinära rättsmedel
I svensk rätt fanns tidigare följande ordinära rättsmedel:
återvinning, vad, revisionsansökning och besvär. De var alla - utom återvinning - devolutiva. 

### Särskilda rättsmedel
Särskilda rättsmedel är resning, återställande av försutten tid och domvilla. Dessutom kan man till denna sistnämnda kategori hänföra nullitetsbesvär. De exceptionella förutsättningar, under vilka detta rättsmedel får komma till användning, förlänar det en extraordinär karaktär.
Klagan över domvilla, avser fall där ett grovt rättegångsfel förekommit.  Den som vill klaga över domvilla ska göra detta skriftligen. Skrivelsen skall ges in till hovrätten, om domen meddelats av tingsrätt och annars till Högsta domstolen. 
Bifall till klagan över domvilla innebär, utan undantag, att avgörandet undanröjs. Inte sällan återförvisas målet till den domstol som sist dömt i frågan.